# کیوگن
کیوگن (به ژاپنی: 狂言 Kyōgen) به معنی دیوانه‌گویی شکلی از تئاتر طنز سنتی ژاپن است. این نوع تئاتر در کنار نو توسعه یافته، همراه با نو به عنوان یک وقفه بین اعمال تئاتر نو در همان صحنه اجرا می‌شود و در زمان معاصر پیوندهای نزدیک با تئاتر نو را حفظ کرده‌است؛ بنابراین، گاهی اوقات نو-کیوگن نامیده می‌شود.
با این حال، محتوای آن به هیچ وجه شبیه تئاتر رسمی، نمادین و رسمی نو نیست. کیوگن یک فرم کمیک است و هدف اصلی آن خنداندن مخاطبانش است.
کیوگن همراه با نو بخشی از تئاتر نوگاکو هستند.